# 暗黒騎士を脱がさないで
『暗黒騎士を脱がさないで』（あんこくきしをぬがさないで）は木村心一による日本のライトノベル。イラストは有葉が担当している。富士見ファンタジア文庫（KADOKAWA）より2015年11月から2017年2月まで刊行された。第9回龍皇杯優秀作受賞作品。

## あらすじ
主人公の啓治は波旬という神様に近い存在の候補生。強い欲望を抱けば抱くほど波旬となっていく。しかし当人にその気はなく人間として生きたいと考えていた。ある日、暗黒騎士のヒロインことエールリンク（以下エリー）が啓治のクラスに転入してくる。正体を隠している自分とは違い、堂々と暗黒騎士として振る舞う彼女に惹かれていき、暗黒騎士もまた啓治の正体と力の一端を感じ取り惹かれていた。エリーは正体を隠し、甲冑を脱いで『エリー』として啓治に接近。両思いなのだが暗黒騎士に惹かれている啓治の態度から誤解してしまい、ほかに意中の相手がいると考えてしまう。更にエリーは数々の失態を犯してしまい、正体を知られたら嫌われてしまうと考えて暗黒騎士であることを隠し続けることに。帝国から離れたエリーを狙う暗黒騎士や啓治の抹殺を企てる波旬候補生など、二人の背景にある様々な勢力が暗躍する。

## 主要キャラクター
鞍馬 啓治（くらま けいじ）
主人公。『波旬（はじゅん）』候補生で風使い。人間ではなく波旬という特殊な力を持った一族であり、「人間の欲望をほぼ無条件で叶える」ことから他の神々には快く思われていない。ここで言う「神」とは造物主などの神秘的な存在ではなく「特殊な力を持った人間」を指す。
生まれゆえに命を狙われる日々を過ごしてきたため両親によって山奥に幽閉され、学校には通わず家庭教師に師事する生活を送っていたが、人間に憧れていたため理由をつけて家で同然に飛び出し一人暮らしを始める。現在は両親からの仕送りで生活しているができれば頼りたくないため、アルバイトを考えている。自分を狙った刺客に対しても殺したことは一度もないなど根は善人。普段は力を隠して「人間らしく」生きているが、平然と甲冑を着けて「暗黒騎士として」生きている彼女に尊崇の念を抱き好意を持つようになる。だがエリーと暗黒騎士が同一人物とは気づいていない。後に暗黒騎士への思いは憧れであり、恋愛感情はなかったと気づいた。
「欲望（性欲）を抱くと鼻が伸びる」「力を使うと肌が赤くなる」など特徴は天狗そのものだが当人はそう呼ばれることを嫌っている。戦闘では10円玉を風と指の力ではじくことで指弾として放つ。その実力は暗黒騎士最弱だというノイエと互角と言われている。
エリー（エールリンク）
ヒロイン。15歳。暗黒騎士。地の文での表記は「エリー」もしくは「暗黒騎士」。本名は『エールリンク・ラグナ・ウォルター』。学園にいる時はいつも黒い甲冑と兜に身を包んでいるが、その中身は小柄な金髪美少女。騎士らしく尊大に振舞っているが実際は残念な頭で極度の世間知らず。しかし暗黒騎士らしく振舞うことを念頭においているのでしったかぶりをすることが多い。
元々は異世界の人間でとある帝国に所属していたが、世界制服を達したため、帝王から反意を疑われたことからこの世界へとやってきた。目的は「OLになりたい（ついでに2億稼ぐ）」というもの。その一環として高校卒業を目指し学園に転入し、啓治と同じクラスになる。授業中に彼の能力の一端と本性を垣間見、その瞳が魅せた力強さに惹かれ彼に恋するがその感情の正体に気づいていない。マホのアドバイスを受け、甲冑を外して素顔の状態で啓治の家を訪れ、正体を隠して『エリー』として接近する。が、エリーとして数々の失態を披露したため啓治に嫌われることを恐れており、暗黒騎士であることがバレてしまうことに危機感を抱いている。両思いなのだがエリーの誤解のせいでなかなか上手くいかない。『エリー』として啓治と接するときは礼儀正しく敬語だが、地は暗黒騎士としての口調のほう。正体を知っているマホにはこちらで接している。啓治がノイエを好き（もしくは他に意中の相手がいる）と誤解することが多く、その相手に贈るプレゼントの意見を聞かれたときは「この恋未然に防がねば！」と考えてわざと酷いアドバイスをするが、贈る相手は「暗黒騎士」であるため知らないうちに自爆している。また啓治以外の男には容赦がない部分があり、ほぼ八つ当たりでナンパ学生たちをとっちめたり、体に触ろうとしてきた境介を膝蹴りで撃退している。マホのことは「考え方が帝王と似ている」ことから嫌いではないという。
『ダークデーモンドア』という暗黒の力を使うことが可能。掌大の黒い渦を生み出し、様々な物体を『暗黒空間』に放逐することができる。一度この空間に入れた後は出す場所は自由らしく、口の中に出してしまうこともできる。学園で食事する時は兜を外せないためこの力で食事をしていた。
田中 ノイエ
クラスメイト。ノイエは漢字だと『新参者』と書く。水色のショートヘア。いつも頭にヘッドフォンをつけているのが特徴。口数が少なく小柄なロリっ娘。
正体はエリーと同じ『暗黒騎士』であり、彼女を監視し、反意があれば抹殺するという命を受けてこの世界へとやってきた。いつもヘッドフォンをつけているのはこの世界の言葉を勉強するため。ひょんなことから啓治とデートしたことで恋焦がれてしまい、盗聴器で聞いたエリーと啓治のやり取りから壮絶な誤解をしたことで殺意を抱き襲い掛かる。しかし啓治の救援とエリーの策により敗北、撤退する。その際に正体を疑われてしまい、啓治に問い詰められたことがきっかけで自分が勘違いをしていたことに気づき和解する。エリーとのことも「エリーを殺せば次に反意を疑われるのは自分」だと諌められ、過ちを犯したことを受け入れ互いに協力し合うことを決めた。
エリーと同じくダークデーモンドアの使い手。そのほかエリーが使うほぼ全ての技を理解し真似ることも可能としている。写生も得意。本名は『エロメイド・ダンジズマ・ゲイル』。ミドルネームが「団地妻」に似ているのをエリーに指摘されている。「暗黒騎士らしく」振舞っていることから口数が少ないものの、実際は激情家の面も持ち合わせている。
神藤 魔歩（しんどう まほ）
クラスメイト。地の文における表記は「マホ」。黒髪のツインテールの女の子。快活で元気な喋り方だが根は魔女のように腹黒い。エリーの兜を取って素顔を見るのを目的にしている。自己紹介では「小悪魔が歩くと書いて魔歩」と述べている。モットーは『如何なる悪も、勝てば正義』。買収や脅迫などで権力者を言いなりにすることに長けており、学園長の弱みもガッチリ握っているので実質的に学園の裏トップである。
その正体は『元波旬』であり、『波旬候補生』たちの審判を務める人物。『波旬』として各方面に欲望を叶えたことで弱みを握り、脅迫にはそれを用いている。

### その他の人物
辻本 豊（つじもと ゆたか）
啓治の友人でクラスメイト。趣味は『人間分析』。人の些細な仕草から感情を読むことに長けている。曰く『啓治のことはなんでもお見通し』。啓治の正体には気づいている。逆に自分の心の内を読まれることを嫌っているため笑顔でいることが多い（笑顔を前面に出すことで感情を悟られないようにしている）。常識人を装っているが根はスケベ。挿絵では髪を染めて眼鏡をかけた少年として描かれている。
正体は不明だが『波旬』であった啓治の父親とはつながりがあり、息子の援護を依頼されて啓治に接近。彼を勝たせるためにハーレムを築かせることで欲望を表面化させ、それを以って勝利という判定に導こうと画策している（啓治が勝つことが決まっている出来レースであるが、ある程度の欲望を示さないと波旬に相応しいとアピールできないため）。
岸田（きしだ）
2巻から登場。啓治のクラスメイト。眼鏡をかけたおさげ髪の少女。優等生っぽい外見だが、相手の言動をすぐに「卑猥なもの」として指摘し、とんでもない方向の想像力を働かせてしまう思考の持ち主（写生を射精、林間学校を輪姦など）。しかし彼女自身は不順異性交遊を危険視しているだけであり、決して彼女が卑猥なわけではないらしい。
大井川 境介（おおいがわ きょうすけ）
2巻から登場。啓治たちと同じ学園に通う少年で野球拳部所属。坊主頭にしているのでマホからは「おハゲ様」と呼ばれている。ツッコミ気質であるためエリーやマホのボケに突っ込まずには入られないものの小心者であるため声には出せず、内心で長々と突っ込みを入れている。煩悩が強く隙あらばエリーの胸に顔を埋めようとするなど結構なスケベ。辻本豊とは旧友の関係。
正体は啓治と同じく『波旬候補生』。今回の勝負が出来レースとなっていることに気づいていており、自分が波旬になるべく最大の障害たる鞍馬啓治の命を狙う。風使いとしての実力は啓治よりも上で一対一の戦いでは完全に圧倒したものの、豊の作戦により惜しいところで凡ミスを犯し自爆してしまう。内心では自分にはないモノ（豊との友情、顔立ち、エリーの寵愛など）を持っていた啓治に嫉妬していた。最後の手段として啓治を爆殺しようと爆弾を送り込むがマホの妨害により失敗。その後、正体を明かしたマホによって既に「失格」の身であることを告げられ、啓治に手を出したことで彼の父親の怒りを買い、大井川家に強制送還され次期波旬が決まるまでは監禁されることを告げられた。立ち去る際に啓治は波旬になるつもりがなかったことを教えられ、啓治とは友達になるべきだったと考え直し、我欲に駆られたことを後悔していた。
戦法としては体術を駆使する近接格闘を得意としており、必殺技の貫手は啓治の胸も貫くほどの威力。しかし啓治のように回復魔法は使えない。その他催眠術で相手を言いなりにすることも可能。
獅叢 鼎（しむら かなえ）
3巻から登場。地の文での表記は「カナエ」。暗黒騎士たちの世界からやってきた少女で、帝国とは別の国のお姫様。新選組が着る青のだんだら羽織をまとい刀を差している。
小さい女の子が好きなロリコンであり、ノイエのことが好きで好きでたまらないガチの変態。帝国の軍門に下る条件としてノイエとの政略結を所望するが、ノイエから「他に結婚相手ができたら破棄する」と条件を突きつけられてしまう。ノイエはエリーの監視という名目で結婚相手を求めて現代に来てしまったため、彼女も追ってこちらへやってきた。

## 用語
暗黒騎士たちの世界
啓治たちのいる現代とは異なる次元に存在する異世界。194の国家が存在しており、現在は帝国によってすべて統一されている。
帝国
エリーやノイエが属する（していた）国家。世界征服の手段として侵略、降伏勧告、条件付けの合併（政略結婚など）を巧みに使い分けていた。エリーによれば皇帝とマホの思考は似ている部分があるという。
暗黒騎士
帝国における最強の騎士たちであり、その階級は将軍に値する。また恐怖の象徴でもあり他国のみならず自国の人間にまで恐れられている。
波旬（はじゅん）
現代における神に近い存在。正確には特殊な能力を持った人間のことであり、波旬は人々の欲望を無条件で叶えるという役割を持つ。作中では天狗のような存在として描かれており、「欲望を抱く（性的に興奮する）と鼻が伸びる」「風の力を使う」などがある。

## 既刊一覧
- 木村心一（著）・有葉（イラスト）、KADOKAWA〈富士見ファンタジア文庫〉、全5巻
  - 『暗黒騎士を脱がさないで #エールリンク #OLになりたい #ダークデーモンドアの使い手』、2015年11月20日発売[7]、ISBN 978-4-04-070755-6
  - 『暗黒騎士を脱がさないで2 #神藤マホ #相撲 #手ごねハンバーグをこねる機械』、2016年02月20日発売[8]、ISBN 978-4-04-070756-3
  - 『暗黒騎士を脱がさないで3 #田中ノイエ #ためしてガッデム #前世がザリガニ』、2016年06月18日発売[9]、ISBN 978-4-04-070924-6
  - 『暗黒騎士を脱がさないで4 #岸田さん #てんてこの舞 #五番目のシャンデリア』、2016年10月20日発売[10]、ISBN 978-4-04-070925-3
  - 『暗黒騎士を脱がさないで5 #エリー #いもけんぴ #枕びしょびしょ罪』、2017年2月18日発売[11]、ISBN 978-4-04-072196-5